# Deutscher Fernsehkrimipreis
Der Deutsche FernsehKrimi-Preis ist ein seit 2005 alljährlich vom Kulturamt der Stadt Wiesbaden und dem Medienzentrum Wiesbaden verliehener Fernsehpreis. Der Gewinner des Hauptpreises erhält 1000 Liter Wein aus dem Rheingau.
Die Preisverleihung findet jedes Jahr im Rahmen des Deutschen FernsehKrimi-Festivals statt. Dieses wird vom Kulturamt und dem Medienzentrum Wiesbaden mit Unterstützung durch das Hessische Ministerium für Wissenschaft und Kunst und den Hessischen Rundfunk und in Kooperation mit der Hessischen Filmförderung und dem Wiesbadener Kurier veranstaltet.
Die Jury besteht aus bekannten Persönlichkeiten der Medienbranche und der Kriminalistik. Sie kürt unter zehn nominierten Fernsehfilmen den Hauptgewinner. Hinzu kommen Sonderpreise für herausragende Leistungen, die an Schauspieler, Regisseure, Kameraleute oder Autoren vergeben werden. Den Publikumspreis erhält ein von einer Leserjury des Wiesbadener Kuriers gewählter Fernsehfilm. Seit 2020 wird außerdem von einer Jury aus Studierenden ein Preis für die beste Krimi-Serie vergeben.

## Preisträger

### 2005
Jury: Doris Gercke, Martin Kinkel, Thomas Koebner, Rosemarie Fendel und Helmut Schimanski
- Hauptpreis
  - Tatort: Herzversagen von Stephan Falk (Buch) und Thomas Freundner (Buch und Regie)
- Sonderpreise
  - Károly Pákozdy für die beste Ausstattung in Polizeiruf 110: Der Prinz von Homburg
  - Monica Bleibtreu als Beste Nebendarstellerin für ihre Rolle im Tatort Abschaum
- Publikumspreis
  - Bella Block: ... denn sie wissen nicht, was sie tun von Richard Reitinger und André Georgi (Buch) und Markus Imboden (Regie)

### 2006
Jury: Rudolf Egg, Hajo Gies, Claudia Michelsen, Susanne Mischke und Helmut Schimanski
- Hauptpreis
  - Bella-Block: Das Glück der Anderen von Christian Jeltsch (Buch) und Christian von Castelberg (Regie)
- Sonderpreise
  - Das Ensemble von Abschnitt 40 als Bestes Ensemble
  - Oliver Mommsen als Bester Nebendarsteller für seine Rolle im Tatort: Scheherazade
- Publikumspreis
  - Tatort: Wo ist Max Gravert? von Autor und Regisseur Lars Kraume

### 2007
Jury: Iris Böhm, Rolf Silber, Eva Rossmann, Helmut Schimanski und Rudolf Egg
- Hauptpreis
  - Eine Stadt wird erpresst von Rolf Basedow (Buch) und Dominik Graf (Regie)
- Sonderpreise
  - Anne Karlstedt und Dorothea Goldstein (Redakteurinnen der Miniserie Blackout – Die Erinnerung ist tödlich)
  - Roeland Wiesnekker für seine Hauptrolle in Blackout – Die Erinnerung ist tödlich
- Publikumspreis
  - Polizeiruf 110: Kleine Frau von Stefan Rogall (Buch) und Andreas Kleinert (Regie), stellvertretend für das Ensemble entgegengenommen von Marlon Kittel

### 2008
Jury: Aglaia Szyszkowitz, Hans-Werner Conrad, Claudia Garde, Sabine Deitmer und Katharina Saalfrank
- Hauptpreis
  - Duell in der Nacht von Daniel Nocke (Buch) und Matti Geschonneck (Regie)
- Sonderpreise
  - Lisa Hagmeister und Tom Schilling für ihre herausragende schauspielerische Leistung im hr-Tatort: Der frühe Abschied
  - Norbert Eberlein für sein Drehbuch zu Mein Mörder kommt zurück
- Publikumspreis
  - Mein Mörder kommt zurück von Norbert Eberlein (Buch) und Andreas Senn (Regie)

### 2009
Jury: Niki Stein, Hans-Christoph Blumenberg, Günther Klein, Eva Rossmann und
Christine Urspruch
- Hauptpreis
  - Der Blinde Fleck von Autor und Regisseur Tom Zenker
- Sonderpreise
  - Senta Berger für die herausragende schauspielerische Einzelleistung in der WDR-Produktion Schlaflos
  - Kameramann Peter Przybylski für den hr-Tatort Der tote Chinese
- Publikumspreis
  - WDR-Tatort Wolfsstunde von Marc Blöbaum (Buch) und Kilian Riedhof (Buch und Regie)

### 2010
Jury: Inga Busch, Annette Ernst, Peter Frellesen, Kurt W. Liedtke und Jan Costin Wagner
- Hauptpreis
  - Bella Block: Vorsehung von Fabian Thaesler (Buch) und Max Färberböck (Buch und Regie) (ZDF)
- Sonderpreise
  - Hinnerk Schönemann für die herausragende Sonderleistung (Schauspiel) in der ZDF-Produktion Mörder auf Amrum
  - Milan Peschel für die herausragende Sonderleistung (Schauspiel) im hr-Tatort Weil sie böse sind
- Publikumspreis
  - Bella Block: Vorsehung

### 2011
Jury: Maya Constantine, Aelrun Goette, Krystyna Kuhn, Rainer Mattern, Rüdiger Vogler
- Hauptpreis
  - Tatort: Nie wieder frei sein von Dinah Marthe Golch (Buch) und Christian Zübert (Regie) (BR)
- Sonderpreise für herausragende Einzelleistung
  - Lisa Wagner für die schauspielerische Leistung in Tatort: Nie wieder frei sein
  - Lars Becker für die Regie in Amigo – Bei Ankunft Tod (ZDF)
- Publikumspreis
  - Das letzte Schweigen von Baran bo Odar (Buch und Regie) nach dem Roman 'Das Schweigen' von Jan Costin Wagner (ZDF/ARTE)

### 2012
Jury: Max Färberböck, Ulrike Kriener, Rupert von Plottnitz, Stefan Slupetzky, Ernst Szebedits
- Hauptpreis
  - Tatort: Der Tote im Nachtzug von Lars Kraume (Buch und Regie)
- Sonderpreise für herausragende Einzelleistung
  - Franz Xaver Kroetz für die schauspielerische Leistung in Die Tote im Moorwald
  - Justus von Dohnányi für die Regie in Tatort: Das Dorf
- Publikumspreis
  - Tatort: Der traurige König von Jobst Oetzmann und Magnus Vattrodt (Buch) sowie Thomas Stiller (Regie)

### 2013
Jury: Gaby Goebel-Andreas, Andreas Kleinert, Leslie Malton, Andrea Maria Schenkel, Ernst Szebedits
- Hauptpreis
  - Mord in Eberswalde von Stephan Wagner (Regie) und Holger Karsten Schmidt (Buch)
- Sonderpreise für herausragende Einzelleistung
  - Isabel Kleefeld für die herausragende Regie in Im Netz
  - Alexander Adolph für das herausragende Drehbuch zum Tatort: Der tiefe Schlaf
- Publikumspreis
  - Bella Block: Unter den Linden von Martin Enlen (Regie) und Katrin Bühlig (Buch)

### 2014
Jury: Lisa Maria Potthoff, Doris Gercke, Stephan Wagner, Rainer Ewerrien, Gaby Goebel-Andreas
- Hauptpreis
  - Spuren des Bösen – Zauberberg von Andreas Prochaska (Regie) und Martin Ambrosch (Buch)
- Sonderpreise für herausragende Einzelleistung
  - Hans-Jochen Wagner für seine herausragende Einzelleistung in Polizeiruf 110: Der Tod macht Engel aus uns allen
  - Sascha Arango für das beste Drehbuch zum Tatort: Borowski und der Engel
- Publikumspreis
  - Nichts mehr wie vorher von Oliver Dommenget (Regie) und Henriette Piper (Buch)

### 2015
Jury: Wolfgang Brenner, Claudia Cippitelli, Rainer Ewerrien, Christoph Maria Herbst, Sonya Kraus
- Hauptpreis
  - Polizeiruf 110: Familiensache von Eoin Moore (Regie und Buch)
- Sonderpreise für herausragende Einzelleistung
  - Jörg Hartmann für seine herausragende Einzelleistung in Tatort: Hydra
  - Jürgen Werner für das beste Drehbuch zum Tatort: Hydra
- Publikumspreis
  - Polizeiruf 110: Familiensache von Eoin Moore (Regie und Buch)

### 2016
Jury: Rainer Ewerrien, Jenny Schily, Wolfgang Schorlau, Ernst Szebedits, Aglaia Szyszkowitz
- Hauptpreis
  - Tatort: Verbrannt von Thomas Stuber (Regie) und Stefan Kolditz (Buch)
- Sonderpreise für herausragende Einzelleistung
  - Petra Schmidt-Schaller als beste Darstellerin für Tatort: Verbrannt
  - Edin Hasanović als bester Darsteller für Auf kurze Distanz
  - Christian Petzold für die Regie in Polizeiruf 110: Kreise
- Publikumspreis
  - Die Ungehorsame von Holger Haase (Regie) und Michael Helfrich (Buch)

### 2017
Jury: Gesine Cukrowski, Florian Bartholomäi, Esmahan Aykol, Michael Helfrich, Isabel Kleefeld
- Hauptpreis
  - Landkrimi – Höhenstraße
- Sonderpreise für herausragende Einzelleistung
  - Ulrike C. Tscharre als beste Darstellerin für Zielfahnder – Flucht in die Karpaten
  - Florian Lukas als bester Darsteller für Die Ermittler – Nur für den Dienstgebrauch
  - Rolf Basedow für die Drehbücher Zielfahnder – Flucht in die Karpaten, Lotte Jäger und das tote Mädchen u. Die Ermittler – Nur für den Dienstgebrauch
- Publikumspreis
  - München Mord – Wo bist du Feigling

### 2018
Jury: Hanna Dose, Roswitha Ester, Volker Kutscher, Alexander Schubert, Dennenesch Zoudé
- Hauptpreis
  - Tatort: Stau von Dietrich Brüggemann (Regie, Buch) und Daniel Bickermann (Buch)
- Sonderpreise für herausragende Einzelleistung
  - Petra Schmidt-Schaller als beste Darstellerin für Keine zweite Chance (Sat.1)
  - Heino Ferch als bester Darsteller für Ein Kind wird gesucht (ZDF, Arte)
  - Hans-Christian Schmid für die Gesamtleistung in Das Verschwinden (Regie, Buch, Produktion)
- Publikumspreis
  - Ein Kind wird gesucht (ZDF, Arte)

### 2019
Jury: Ann-Kathrin Kramer, Oscar Hoppe, Zoë Beck, Heike Borufka, Benjamin Dörr
- Hauptpreis
  - Rufmord von Viviane Andereggen (Regie) und Claudia Kaufmann, Britta Stöckle (Buch)
- Sonderpreise für herausragende Einzelleistung
  - Ulrich Tukur als bester Darsteller für Tatort: Murot und das Murmeltier (HR)
  - Katrin Wichmann als beste Darstellerin für Tatort: Borowski und das Glück der Anderen (NDR)
  - Julia von Heinz für die beste Regie in Tatort: Für immer und dich (SWR)
  - Dion Schumann als bester Fernsehkrimi-Drehbuchnachwuchs für Apfelgriebschmann
- Ehrenpreis
  - Ulrike Folkerts
- Publikumspreis
  - Rufmord (ZDF, Arte)

### 2020
Jury: Max Annas, Felix Klare, Belinde Ruth Stieve
- Hauptpreis
  - Das Gesetz sind wir von Markus Imboden (Regie) und Holger Karsten Schmidt (Buch)
- Sonderpreise für herausragende Einzelleistung
  - Aljoscha Stadelmann als bester Darsteller für Das Gesetz sind wir (ZDF)
  - Anneke Kim Sarnau als beste Darstellerin für Polizeiruf 110: Der Tag wird kommen (NDR)
  - Petra Katharina Wagner für die beste Regie in Tatort: Die Guten und die Bösen (HR)
  - Simon Thummet als bester Fernsehkrimi-Drehbuchnachwuchs für sein Exposé zu Wes Brot ich ess
- Preis für beste Krimi-Serie, vergeben durch Jury aus Studierenden
  - Der Pass (SKY)
- Publikumspreis
  - Tage des letzten Schnees (ZDF)

### 2021
Jury: Gisa Flake, Eva Meckbach, Yassin Musharbash, Stefan Hafner, Thomas Weingartner
- Hauptpreis
  - Sörensen hat Angst von Bjarne Mädel (Regie) und Sven Stricker (Buch)
- Sonderpreis für Beste Krimi-Momente
  - Ensemble von Polizeiruf 110: Der Verurteilte, Regie Brigitte Maria Bertele
- Sonderpreise für herausragende Einzelleistung
  - Sascha Alexander Geršak als bester Darsteller für Polizeiruf 110: Der Verurteilte (NDR)
  - Luise Heyer als beste Darstellerin für Polizeiruf 110: Sabine (NDR)
  - Melanie Benedikter als bester Fernsehkrimi-Drehbuchnachwuchs für ihr Exposé zu Lola
- Preis für beste Krimi-Serie, vergeben durch Jury aus Studierenden
  - Die Toten von Marnow (NDR/Degeto)
- Publikumspreis
  - Sörensen hat Angst (NDR)

### 2022
- Hauptpreis
  - Polizeiruf 110: An der Saale hellem Strande (MDR) von Thomas Stuber (Regie) und Thomas Stuber, Clemens Meyer (Buch)[2]
- Sonderpreis für herausragende Gesamtleistung
  - für das Team vor und hinter der Kamera von Polizeiruf 110: Bis Mitternacht (BR)
- Sonderpreis für das beste Ermittler-Duo
  - für Lucas Gregorowicz und André Kaczmarczyk für Polizeiruf 110: Hildes Erbe (RBB)
- Sonderpreis für die beste Darstellerin
  - Cordelia Wege für Polizeiruf 110: An der Saale hellem Strande (MDR)
- Publikumspreis des Wiesbadener Kuriers
  - Polizeiruf 110: Bis Mitternacht (BR)
- Beste Krimi-Serie
  - Der Pass II (SKY)
- Drehbuch-Nachwuchspreis
  - Jule Peuckmann für ihr Spielfilm-Exposé zu Souterrain
- Ehrenpreis des Deutschen FernsehKrimi-Festivals
  - für besondere Verdienste um den Fernsehkrimi an Anna Schudt

### 2023
- Hauptpreis
  - Das Schweigen der Esel (ORF/Arte) von Karl Markovics (Buch und Regie)[3]

- Beste Krimi-Serie
  - Babylon Berlin – Staffel 4 (ARD Degeto/SKY)

- Sonderpreis für die beste Darstellerin
  - Julia Koch für Das Schweigen der Esel (ORF/Arte)

- Sonderpreis Beste Produzenten-Leistung
  - Katrin Haase, Oliver Arnold und Norbert Walter, U5 Filmproduktion GmbH & Co. KG für Das Mädchen von früher (ZDF)

- Sonderpreis Bester Darsteller
  - David Schütter für Die Macht der Frauen (ZDF/Arte)

- Publikumspreis des Wiesbadener Kuriers
  - Das Mädchen von früher (ZDF/Arte)

- Nachwuchspreis-Drehbuchwettbewerb
  - Amy Holbach für die Drehbuchidee Pflicht

- Ehrenpreis des Deutschen FernsehKrimi-Festivals
  - Alexander Held für seine Rolle als Ludwig Schaller in München Mord (ZDF)

### 2024
- Hauptpreis
  - Bis in die Seele ist mir kalt (ORF/ZDF) von Daniel Prochaska (Regie) und Pia Hierzegger (Drehbuch)[4]

- Beste Krimi-Serie
  - Zeit Verbrechen

- Sonderpreis für die beste Darstellerin
  - Linde Prelog für Bis in die Seele ist mir kalt (ORF/ZDF)

- Publikumspreis des Wiesbadener Kuriers
  - Tatort: Was ihr nicht seht (MDR) von Lena Stahl (Regie und Drehbuch), Peter Dommaschk und Ralf Leuther (Drehbuch)

- Nachwuchspreis-Drehbuchwettbewerb
  - Carolin Sünderhauf für Das Ende der Zukunft

- Sonderpreis Drehbuch
  - Stefan Brunner und Lorenz Langenegger für Tatort: Von Affen und Menschen

- Sonderpreis des Festivals für das gesamte Ensemble
  - Tatort: Was ihr nicht seht (MDR) von Lena Stahl (Regie und Drehbuch), Peter Dommaschk und Ralf Leuther (Drehbuch)

- Ehrenpreis des Deutschen FernsehKrimi-Festivals
  - Adele Neuhauser für ihre Rolle als Bibi Fellner im Tatort (ORF)[5]

### 2025
- Hauptpreis
  - Tatort: Borowski und das Haupt der Medusa (NDR) von Lars Kraume (Regie) und Sascha Arango (Drehbuch)[6]

- Beste Krimi-Serie
  - Der Informant – Angst über der Stadt (NDR/ARD Degeto Film/Arte/NKR)

- Sonderpreis beste Regie
  - Umut Dağ für Polizeiruf 110: Widerfahrnis (MDR)

- Sonderpreis beste Darstellerin
  - Mareike Sedl für Polizeiruf 110: Widerfahrnis (MDR)

- Sonderpreis bestes Jugend-Ensemble
  - Tatort: Herz der Dunkelheit (MDR)

- Publikumspreis des Wiesbadener Kuriers
  - Tatort: Murot und das 1000-jährige Reich (HR)

- Preis für die vielversprechendste Stoffidee im Drehbuchwettbewerb „Krimi x Klima“
  - Roman Glöckner für Der Abrutsch

- Ehrenpreis des Deutschen FernsehKrimi-Festivals
  - Armin Rohde[7]